# A.F.C. Aldermaston
Câu lạc bộ bóng đá Aldermaston là một câu lạc bộ bóng đá có trụ sở tại Aldermaston, Berkshire, Anh. Câu lạc bộ trực thuộc Berks & Bucks Football Association, và hiện đang chơi ở Wessex League Division One. Câu lạc bộ đã chơi tại AWE Aldermaston (trên biên giới Hampshire-Berkshire) kể từ khi thành lập vào năm 1952.
Khẩu hiệu của câu lạc bộ, Facta Non Verba, xuất phát từ một cụm từ tiếng Latinh có nghĩa là "hành động, không phải lời nói".

## Lịch sử
Câu lạc bộ được Charles Green, Ted Hall, Gordon Carter, và Don Sharp thành lập năm 1952 với tên gọi Câu lạc bộ bóng đá AWRE, và được đặt biệt danh là "the Atom Men" sau khi Cơ sở Nghiên cứu Vũ khí Nguyên tử mới được thành lập. Khi tổ hợp AWRE vẫn đang được xây dựng khi câu lạc bộ được thành lập, các cầu thủ sử dụng túp lều trống của các nhà thầu làm phòng thay đồ - mang bồn tắm bằng thiếc vào bất kỳ tòa nhà nào được chỉ định cho bóng đá ngày hôm đó. Các cầu thủ cũng chịu trách nhiệm về sân cỏ, và sẽ dọn dẹp và đánh dấu sân trước khi trận đấu bắt đầu. Câu lạc bộ đã nhận được sự hỗ trợ từ William Penney trong quá trình làm việc của ông tại AWRE trong dự án Operation Hurricane.
Vào cuối những năm 1960 và đầu những năm 1970, câu lạc bộ được yêu cầu đổi tên và trở thành AFC Aldermaston. Năm 1979, họ được thăng hạng từ Reading & District League thành Division One của Hellenic League, trải qua 7 mùa giải tiếp theo. Từ năm 1986 đến năm 1991, câu lạc bộ đã chơi ở các giải bóng đá địa phương, bao gồm cả giải North Hampshire League, trước khi gia nhập Division Three của Hampshire League vào năm 1991. Họ đứng thứ năm trong mùa giải đầu tiên, giành quyền thăng hạng lên Division Two. Tuy nhiên, họ đã bị xuống hạng trở lại Division Three vào mùa giải tiếp theo, cho đến năm 1999. Sau khi tổ chức lại Hampshire League trước mùa giải 1999-2000, Aldermaston được xếp vào Premier Division.
Khi Hampshire và Wessex Leagues hợp nhất vào năm 2004, Aldermaston trở thành thành viên của Division Two của Wessex League. Họ đã xuống Division Three cuối mùa giải 2004-05. Hạng đấu được đổi tên thành Division Two vào năm 2006, và bị giải tán vào cuối mùa giải 2006-07, với việc Aldermaston lên Division One.
Trong mùa giải 2009-10, câu lạc bộ đã thua 40 trận liên tiếp, phá vỡ kỷ lục 39 trận thua liên tiếp trước đó do Stockport United và Poole Town. Trận thua thứ 40 diễn ra vào ngày 8 tháng 4 năm 2010, thua 0-2 trước Downton. Điều này dẫn đến việc các bản tin tuyên bố họ là "đội bóng Anh tệ nhất trong lịch sử" cũng như thu hút sự chú ý của quốc tế. Chủ tịch Damion Bone nói rằng ông tin rằng màn trình diễn kém cỏi trong mùa giải là do các cầu thủ cam kết; câu lạc bộ cũng đã mất mười cầu thủ vào tay Tadley Calleva trước khi mùa giải bắt đầu. Chuỗi trận thua kết thúc vào ngày 10 tháng 4 năm 2010, khi câu lạc bộ hòa 1-1 trước Warminster Town, và trận đấu tiếp theo với Petersfield Town là chiến thắng 2-1 cho Aldermaston.
Thất bại ê chề khiến câu lạc bộ xếp cuối Division One với chỉ một trận thắng trong 40 trận, dẫn đến việc phải xuống hạng ở Hampshire Premier League. Cuối mùa giải 2013-14, họ chuyển sang thi đấu tại Premier Division của Thames Valley Premier Football League. Sau khi đứng thứ bảy tại Premier Division trong mùa giải 2015-16, câu lạc bộ đã được thăng hạng lên Division One East của Hellenic League.

### Thành tích từng mùa giải
| Mùa giải    | Hạng đấu                                                                           | Thứ hạng                                                                           | Sự kiện chính                                                                      |
| ----------- | ---------------------------------------------------------------------------------- | ---------------------------------------------------------------------------------- | ---------------------------------------------------------------------------------- |
| 1979-80     | Hellenic League Division One                                                       | 7/16                                                                               |                                                                                    |
| 1980-81     | Hellenic League Division One                                                       | 12/16                                                                              |                                                                                    |
| 1981-82     | Hellenic League Division One                                                       | 15/16                                                                              |                                                                                    |
| 1982-83     | Hellenic League Division One                                                       | 15/16                                                                              |                                                                                    |
| 1983-84     | Hellenic League Division One                                                       | 13/18                                                                              |                                                                                    |
| 1984-85     | Hellenic League Division One                                                       | 13/17                                                                              |                                                                                    |
| 1985-86     | Hellenic League Division One                                                       | 16/16                                                                              | Rời giải đấu                                                                       |
| 1986-1991   | A.F.C. Aldermaston thi đấu ở bóng đá địa phương, chủ yếu là North Hampshire League | A.F.C. Aldermaston thi đấu ở bóng đá địa phương, chủ yếu là North Hampshire League | A.F.C. Aldermaston thi đấu ở bóng đá địa phương, chủ yếu là North Hampshire League |
| 1991-92     | Hampshire League Division Three                                                    | 4/14                                                                               | Thăng hạng                                                                         |
| 1992-93     | Hampshire League Division Two                                                      | 17/18                                                                              | Xuống hạng                                                                         |
| 1993-94     | Hampshire League Division Three                                                    | 9/16                                                                               |                                                                                    |
| 1994-95     | Hampshire League Division Three                                                    | 18/18                                                                              |                                                                                    |
| 1995-96     | Hampshire League Division Three                                                    | 10/18                                                                              |                                                                                    |
| 1996-97     | Hampshire League Division Three                                                    | 15/20                                                                              |                                                                                    |
| 1997-98     | Hampshire League Division Three                                                    | 11/16                                                                              |                                                                                    |
| 1998-99     | Hampshire League Division Three                                                    | 15/18                                                                              | Giải tái cơ cấu                                                                    |
| 1999-2000   | Hampshire League Premier Division                                                  | 21/22                                                                              |                                                                                    |
| 2000-01     | Hampshire League Premier Division                                                  | 21/21                                                                              |                                                                                    |
| 2001-02     | Hampshire League Premier Division                                                  | 21/21                                                                              |                                                                                    |
| 2002-03     | Hampshire League Premier Division                                                  | 20/20                                                                              |                                                                                    |
| 2003-04     | Hampshire League Premier Division                                                  | 17/18                                                                              | Giải hợp nhất với Wessex League                                                    |
| 2004-05     | Wessex League Division Two                                                         | 22/22                                                                              | Xuống hạng                                                                         |
| 2005-06     | Wessex League Division Three                                                       | 9/16                                                                               | Division Three đổi tên thành Division Two vào cuối mùa giải                        |
| 2006-07     | Wessex League Division Two                                                         | 13/16                                                                              | Giải tái cơ cấu                                                                    |
| 2007-08     | Wessex League Division One                                                         | 21/21                                                                              |                                                                                    |
| 2008-09     | Wessex League Division One                                                         | 14/21                                                                              |                                                                                    |
| 2009-10     | Wessex League Division One                                                         | 21/21                                                                              | Xuống hạng                                                                         |
| 2010-11     | Hampshire Premier League                                                           | 15/17                                                                              |                                                                                    |
| 2011-12     | Hampshire Premier League                                                           | 9/18                                                                               |                                                                                    |
| 2012-13     | Hampshire Premier League                                                           | 8/17                                                                               |                                                                                    |
| 2013-14     | Hampshire Premier League Senior Division                                           | 10/17                                                                              | Chuyển giải đấu                                                                    |
| 2014-14     | Thames Valley Premier League Premier Division                                      | 5/14                                                                               |                                                                                    |
| 2015-16     | Thames Valley Premier League Premier Division                                      | 7/14                                                                               | Thăng hạng                                                                         |
| Nguồn: FCHD |                                                                                    |                                                                                    |                                                                                    |

## Sân vận động
Câu lạc bộ chơi tại Cơ sở Vũ khí Nguyên tử ở Aldermaston (thường được viết tắt là "Rec Soc") , được thành lập ngay sau khi thành lập khu liên hợp thể thao mới. Khu có ba sân bóng đá đủ kích thước.
Cơ sở vật chất tại Rec Soc bao gồm lan can, thiết bị tập luyện, đèn pha, cửa hàng của câu lạc bộ và nhà của câu lạc bộ. Ngoài ra còn có các cơ sở phi bóng đá, bao gồm sân cricket, sân bóng quần vợt và phòng tập thể dục.

## Kỉ lục
- Vị trí cao nhất giải quốc nội: thứ 7 ở Hellenic League Division One, 1979-80